# Francesc López
Francesc Pedro López (* 30. Oktober 1972 in Andorra La Vella), oder kurz Francesc López, ist ein ehemaliger andorranischer Fußballspieler auf der Position eines Verteidigers. Er war zuletzt für UE Sant Julià und die andorranische Fußballnationalmannschaft aktiv.

## Karriere

### Verein
Seine Vereinskarriere begann López in seiner andorranischen Heimat, wo er ab dem Jahr 1996 im Kader des Erstligisten UE Sant Julià aus der Kleinstadt Sant Julià de Lòria stand. Ob er dem Verein bereits davor angehörte, ist aus den Quellen ebenso nicht ersichtlich wie genaue Daten über die Anzahl seiner Einsätze. Hier platzierte er sich mit der Auswahl in der Saison 1996/97, an der Seite von Carlos Medina und Jordi Lamelas, auf einen Platz im Mittelfeld der Tabelle. Mit der Auswahl erreichte er zudem das Finale des Nationalen Pokals, dort unterlag die Mannschaft um López jedoch den Gegner CE Principat aus der Hauptstadt Andorra la Vella mit 7:0 recht deutlich. Ob López seine Vereinskarriere nach Ablauf der Saison 1997 beendete, weiterhin im Kader von UE Sant Julià verblieb oder zu einem anderen Verein wechselte und dort seine Karriere fortführte, ist nicht bekannt.

### Nationalmannschaft
Sein Debüt für die andorranische Fußballnationalmannschaft gab López am 13. November 1996, im Freundschaftsspiel unter Trainer Isidre Codina, gegen die Auswahl von Estland (1:6). Es war das erste Länderspiel der La Tricolor überhaupt und López gehört, neben 15 weiteren Spielern, zu jenen die erstmals auf Internationaler Ebene für das Land aufliefen. Er selbst war dabei, neben Jordi Lamelas und Carlos Medina, nur einer von drei Spielern des UE Sant Julià, der in die Reihen der Nationalmannschaft berufen wurde. Die Partie sollte jedoch sein einziger Einsatz im Trikot der La Tricolor bleiben.